# Perestu Kadın
Perestu Kadın (osmanisch پرستو قادین, aus dem Persischen پرستو parastū „Schwalbe“; um 1830 in Sotschi; † 1904 in Istanbul) war eine tscherkessisch-stämmige Ehefrau des osmanischen Sultan Abdülmecid I. Sie erhielt den Titel und die Position einer Valide Sultan, als Abdülhamid II. 1876 den Thron bestieg, und war die letzte Valide Sultan des Osmanischen Reiches.

## Leben

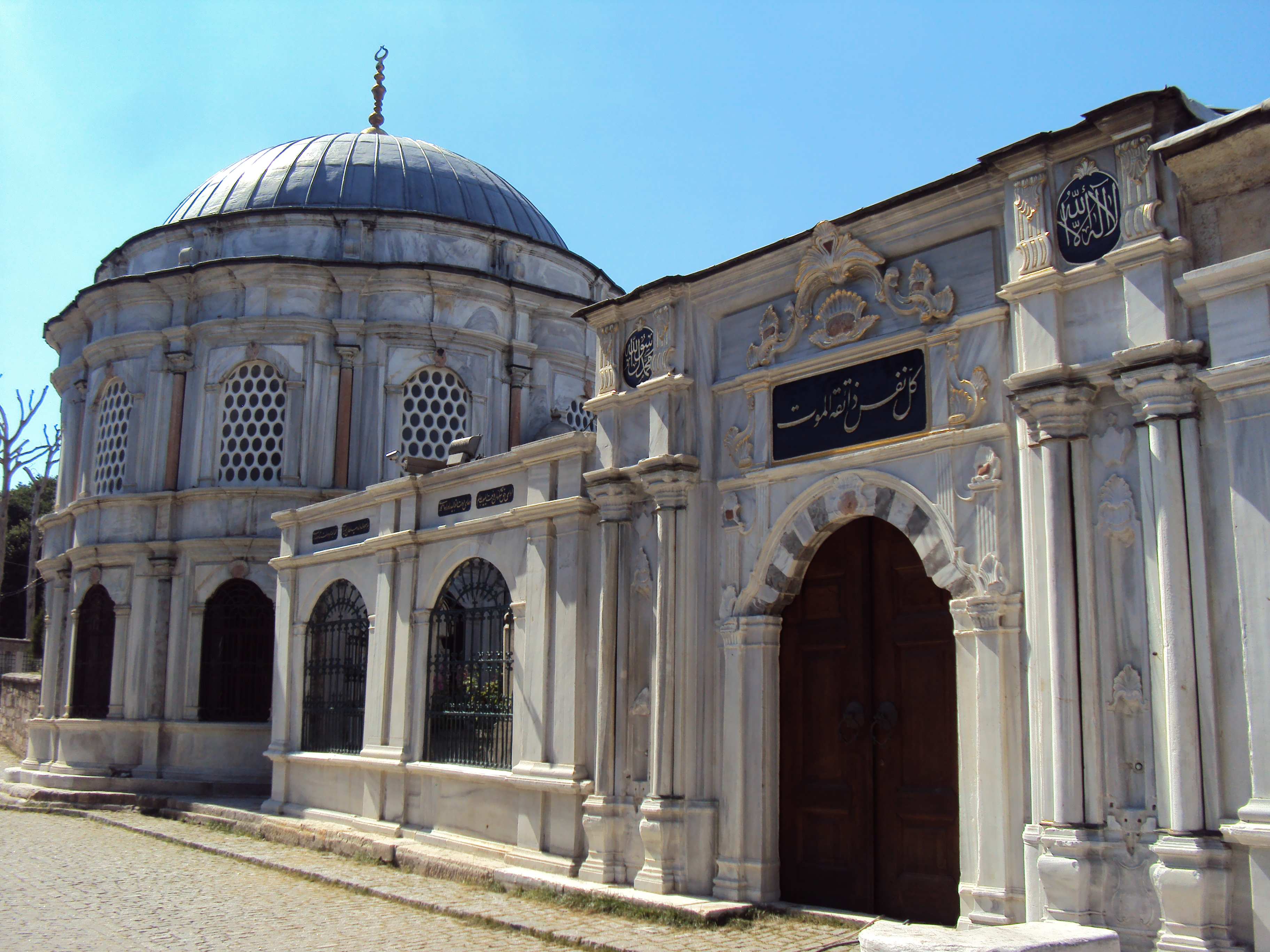
Türbe von Mihrişah Sultan in Istanbul, in der auch Perestu bestattet wurde.

Perestu Sultan wurde um 1830 im russischen Sotschi als Tochter der ubychischen Adelsfamilie Gogen geboren. Sie hatte drei Brüder (Mustafa Bey, Hüseyin Bey und Hasan Bey) und zwei Schwestern (Gülcemal Hanım und Mihrifidan Hanım).
Da die osmanische Prinzessin Esma Sultan, Tochter von Sultan Abdülhamid I., keine Kinder bekommen konnte, verhandelte sie mit den Eltern und adoptierte schließlich die einjährige Perestu, der sie den Namen Rahime gab. Weil Rahime als Mädchen sehr klein und zart war, benannte man sie bald in Perestu um, nach dem persischen Wort für „Schwalbe“. Aufgrund ihres Wesens verhielten sich alle Bediensteten in Esma Sultans Villa dem Kind gegenüber so, als sei sie eine Tochter der osmanischen Prinzessin.
An einem Frühlingstag im Jahr 1844 besuchte Abdülmecid seine Tante und spazierte durch die Haremsgärten, als er die damals vierzehnjährigen Perestu sah. Sofort bat er seine Tante um die Hand der jungen Frau. Esme Sultan verweigerte die Eheschließung zuerst, stimmte dann aber doch zu. Eine Woche später wurde Perestu in den Topkapı-Palast geschickt.  Sie bekam den Titel einer ikbal. Im Jahr 1845 wurde sie zur sechsten Kadın, 1851 zur fünften Kadın und 1852 zur vierten Kadın des Sultans.
Perestu bekam selbst keine Kinder. Im Jahr 1845 starb die dritte Frau von Abdülmecid Düzdidil Kadın an Tuberkulose. Sie hinterließ die zweijährige Cemile Sultan. Abdülmecid brachte sie zu Perestu und vertraute sie ihrer Obhut an. Im Jahr 1852 wurde sie außerdem Adoptivmutter von Abdülhamid, nachdem dessen Mutter Tirimüjgan Kadın gestorben war. So konnten die beiden Halbgeschwister zusammen im selben Haushalt aufwachsen und ihre Kindheit miteinander verbringen.
Nach Abdülmecids Tod im Jahr 1861 bezog Perestu eine Villa im Istanbuler Viertel Maçka, die ihr Sultan Abdülaziz geschenkt hatte.
Als Abdülhamid II. 1876 den osmanischen Sultansthron bestieg, wurde Perestu Valide Sultan und Oberhaupt des Harems. Drei Tage vor der Inthronisation ging Abdülhamid zu Perestu, küsste ihre Hände und anerkannte sie als Valide Sultan. Abdülhamid untersagte ihr allerdings kategorisch jede Einmischung in die Politik. Im Gegensatz zu vielen ihrer Vorgängerinnen war sie daher nicht in der Politik aktiv. In ihrer Verantwortung lagen die inneren Angelegenheiten des Palastes. Sie galt als sehr gerecht, umsichtig und fromm, denn sie verbrachte viel Zeit im Gebet.
Perestu starb 1904 in ihrer Villa in Maçka. Das traditionelle Totengebet wurde im Shaziliya-Derwisch-Kloster und in der Yıldız-Hamidiye-Moschee abgehalten. Sie wurde in der Türbe von Mihrişah Sultan in Eyüp bestattet.

## Wohltätige Stiftungen
Im Jahr 1891 ließ Perestu eine Sebil im Bala Tekkesi im Istanbuler Stadtviertel Silivrikapı errichten und 1895 dort auch einen Çeşme.

## Auszeichnungen
- Orden des Hauses Osman[24]
- Nişan-ı Şefkat[24]
- Mecidiye-Orden[24]

## Rezeption
Perestu Kadın ist ein Charakter in Tim Symonds’ Historienroman Sherlock Holmes and The Sword of Osman (2015). In der Fernsehserie Payitaht Abdülhamid (2017) wird Perestu von der türkischen Schauspielerin Şefika Ümit Tolun gespielt.